# Far Cry (film)
Far Cry – kanadyjsko-niemiecki film fabularny, ekranizacja gry komputerowej o tej samej nazwie, wyreżyserowana przez Uwe Bolla.
Światowa premiera filmu miała miejsce 2 października 2008 w Niemczech. W głównej roli, Jacka Carvera, obsadzono Tila Schweigera. W Polsce film wydano, w serwisach VOD. Dystrybutorem było Kino Polska.

## Fabuła
Były członek oddziału, który patrolował morza, Jack Carver, zaczął zarabiać jako przewoźnik ludzi po wyspach Mikronezji. Dotychczas wiódł spokojne życie, zarówno prywatne jak i zawodowe, jednak pewnego dnia podczas jednej z wycieczek jego łódź nagle zostaje zaatakowana przez grupę najemników. Z trudem udaje mu się uciec, jednak pasażerowie, którzy z nim byli trafiają do niewoli. Musi zrobić wszystko i wykorzystać zdobyte wcześniej umiejętności, aby ochronić swoje życie oraz uwolnić pasażerów-zakładników.

## Obsada
- Til Schweiger jako Jack Carver
- Emmanuelle Vaugier jako Valerie Cardinal
- Natalia Avelon jako Katja Chernov
- Michael Paré jako Paul Summers
- Udo Kier jako dr. Krieger
- Craig Fairbrass jako Parker
- Ralf Moeller jako Max
- Patrick Muldoon